# Ozodes infuscatus
Ozodes infuscatus är en skalbaggsart som beskrevs av Bates 1870. Ozodes infuscatus ingår i släktet Ozodes och familjen långhorningar. Inga underarter finns listade i Catalogue of Life.